# Катастрофа Ан-26 под Комсомольском-на-Амуре
Катастрофа Ан-26 под Комсомольском-на-Амуре — авиационная катастрофа, произошедшая 10 декабря 1979 года в окрестностях Комсомольска-на-Амуре с самолётом Ан-26 Министерства радиопромышленности СССР, в результате которой погибли 9 человек.

## Описание
Самолёт производил испытательный полёт по проверке некоторого секретного оборудования. Пилотировал его экипаж из НПО «Взлёт», имеющий следующий состав:
- командир (КВС) — лётчик-испытатель Г. И. Полонский
- второй пилот — лётчик-испытатель Л. Г. Савловец
- бортрадист-испытатель Е. А. Султанов
- штурман-испытатель В. К. Кадышев
- бортмеханик-испытатель С. Я. Науменко
- ведущие инженеры:
  - В. И. Прокофьев
  - М. М. Трушин
  - В. П. Мищенко
  - В. М. Филичев

Согласно официальной версии, во время полёта в сложных метеоусловиях, Ан-26 попал в мощный снежный заряд, что дезориентировало экипаж. Отклонившись в сторону от маршрута, самолёт пролетел на малом расстоянии от поверхности одной из сопок, зацепил растущие на ней деревья и рухнул на землю. Место катастрофы разыскивали в течение недели. После обнаружения обломков было констатировано, что все 9 человек на борту погибли.